# Новоолександрівка (Краматорський район)
Новоолекса́ндрівка — село Олександрівської селищної громади Краматорського району Донецької області, України. Населення становить 413 осіб. Функціонують: навчально-виховний комплекс, будинок дозвілля, стадіон, сільська бібліотека, фельдшерсько-акушерський пункт, торговельні точки. В селі є братська могила радянських воїнів. Населення сільради — 965 осіб, кількість садиб — 430.
Найближча пасажирська залізнична станція — Гаврилівка (залізниця Лозова — Слов'янськ), 15 км. Околицею села проходить вантажна залізниця Дубове — Покровськ, яка в 1962—2009 роках мала приміське пасажирське сполучення. Поруч із селом Новоолександрівка розташований зупинний пункт 15 км, в 2 км від села на території Харківської області — закрита станція Вітерець.
Рейсового автобусного сполучення у селі немає, найближчій населений пункт із рейсовим автобусним сполученням — райцентр смт Олександрівка у 7,5 км: автобуси на Барвінкове, Харків, Добропілля, Спасько-Михайлівку, Покровськ, Краматорськ, КПП Олександрівка (Донецький напрям), Краматорськ, Добровілля.

## Історія
Село Новоолександрівка (Лощина) засноване по балці Граничний Яр в середині XIX століття. Станом на 1864 рік, у власницькому селі Новоолександрівка при колодязях було 27 дворів, там проживало 108 чоловіків та 98 жінок. Жителі села (хутора?) Новоолександрівки були парафіянами Олександро-Невської церкви у селі Олександрівка (до 2020 р. — райцентр), що розташовувалася в 7 верстах від населеного пункту.
З 20-х років ХХ століття — у складі Артемівської округи Донецької губернії. У 1930-х роках в селі було організовано центр сільради. Під час Голодомору 1932—1933 років померло щонайменше 16 жителів села. До Другої світової війни в селі було 102 двори; відкрилася школа. У 1960 році Новоолександрівська сільрада була укрупнена, проте в 1979 році — відновлена.
Післявоєнне відновлення села тривало до середини 50-х років ХХ століття. В 1952 році райрада придбала нову будівлю під школу, у результаті чого учні почали вчитися в одну зміну. У будівлі старої школи в 1957 році було відкрито сільпо.
У 1954 році від Олександрівки до Новоолександрівки було прокладено телефонний кабель, але внаслідок того, що його проклали на глибині 13-30 см через пахотне поле, мали місце неоодноразові пошкодження мережі та її непланові відключення. До 1959 року село було радіофіковано, а в 1959—1960 роках — електрифіковано всі населені пункти Олександрівської райради.
У роки Другої світової війни дорога Олександрівка — Новоолександрівка — станція Гаврилівка була виведена із ладу. Лісосмуги згоріли, дорога була «перепахана» мінами та артнабоями. У 50-х роках ХХ століття тут розпочалася комсомольське будівництво: дорогу привели до ладу, уздовж неї висадили тополю. На дорогу розпочали вивозити щебінь та пісок. З 1957 року Шостаківська автоколона організує регулярні автобусні рейси (тричі на тиждень) по маршруту Олександрівка — Гаврилівка. В 1970 році заасфальтували ділянку дороги від Олександрівки до Новоолександрівки.
У 1957 році розпочалося будівництво залізниці Дубове — Мерцалове, у зв'язку із чим у Новоолександрівці було знесено 3 будинки, які потрапили у смугу відведення. У 1959 році в районі села було укладено рейки, розпочався рух будівельних і робочих потягів. З 1962 року робочі потяги Дубове — Мерцалове було переведено до категорії приміських; вони робили зупинку на роз'їзді № 1 (Вітерець). Зупинку 15 км було обладнано у 1986 році.

## Населення
Згідно з переписом УРСР 1989 року чисельність наявного населення села становила 347 осіб, з яких 154 чоловіки та 193 жінки.
За переписом населення України 2001 року в селі мешкало 413 осіб.

### Мова
Розподіл населення за рідною мовою за даними перепису 2001 року:
| Мова       | Відсоток |
| ---------- | -------- |
| українська | 94,92 %  |
| російська  | 4,12 %   |
| білоруська | 0,97 %   |

## Заповідний фонд
На території Новоолександрівської сільради розташовані наступні заповідні урочища:
- «Казанок» — на північний схід від села Зелене; збереглася смуга неторканої рослинності в глибокій балці, схили якої нагадують казанок;
- «Мирне поле» — район села Зелене; смуга неторканої рослинності в неглибокій балці;
- «Балка Зелена» — район села Новопригоже; фрагмент дикої рослинності в системі балок струмка Зелений, притоку річки Самара;
- «Широкий ліс» — поблизу Новоолександрівки; відновлений штучною посадкою ясеня байрачний лісовий масив у балці системи Сухого Торця;
- «Довгенький ліс» — район Новоолександрівки; байрачний лісовий масив у балці системи Сухого Торця, обрамлений степовими ділянками.

## Економіка
ТОВ «Лощанське» — основний напрям рослинництво (цукровий буряк, зернові) та тваринництво.
На території сільради знайдено потужні поклади цегляної сировини. Територія сільради — частина перспективної «Новобахметьєвської» ділянки вугільного родовища, балансові запаси — 550 млн т.